# میگوهای بادبزنی
میگوهای بادبزنی (نام علمی: Atyopsis) نام یک سرده از فروراسته میگوهای اصلی است.